# Comité paralympique russe
Le Comité paralympique russe (Паралимпийский комитет России), abrégé en CPR, est le comité national paralympique de Russie. Sa principale mission est d'organiser la sélection russe pour les Jeux paralympiques qui sont organisés par le Comité international paralympique (IPC).

## Histoire
Le Comité paralympique russe a été créé en 1996. En 2014, la Russie est le pays hôte des Jeux paralympiques d'hiver, marquant à la fois la première apparition du parasnowboard et la première fois que le pays accueille les Jeux.

## Suspension
Le Comité est actuellement suspendu, et ce depuis septembre 2017, par l'autorité suprême du paralympisme à la suite de l'affaire de dopage d'État touchant la Russie. Aucun sportif russe n'est autorisé à participer aux Jeux de Rio 2016 et seuls certains peuvent participer aux Jeux de Pyeongchang 2018, mais sous la bannière paralympique neutre. Le 20 mars, peu de temps après la cérémonie de clôture des Jeux paralympiques d'hiver de 2018, Vladimir Poutine a tenu une cérémonie de remise de médailles pour les athlètes russes, qui sont également exclus des Jeux paralympiques d'été de 2020 pour des raisons de dopage.
En 2022, en raison de l'invasion de l'Ukraine par la Russie, le Comité autorise les athlètes russes et biélorusses à concourir sous une bannière neutre. En 2024, ces athlètes ont également interdiction de défiler lors de la cérémonie d'ouverture et n'auront pas de porte-drapeau lors de celle de clôture. La délégation des athlètes neutres est composée de 90 Russes et 8 Biélorusses (es). Mykhaïlo Podoliak, représentant de l'Ukraine aux négociations de paix russo-ukrainiennes, exprime son désaccord de laisser les athlètes russes participer, pensant que cela « prolonge la guerre ».